# Ołeksandr Jacenko (futsalista)
Ołeksandr Wołodymyrowycz Jacenko, ukr. Олександр Володимирович Яценко (ur. 29 sierpnia 1965 w Zaporożu) – ukraiński futsalista, grający na pozycji napastnika.

## Kariera piłkarska
Najpierw grał w piłkę nożną w mistrzostwach obwodu zaporoskiego. Po zdobyciu mistrzostwa obwodu w składzie amatorskiej drużyny Transformator Zaporoże debiutował w 1990 w mistrzostwach Ukraińskiej SRR wśród amatorów. W 1991 zmienił dyscyplinę na futsal. W barwach Awiatoru Kijów został królem strzelców w drugiej edycji Mistrzostw Ukraińskiej SRR w futsalu 1991 roku. Potem został zaproszony do Mechanizatora Dniepropetrowsk na inauguracyjne rozgrywki Pucharu ZSRR, zdobywając pierwszy i ostatni trofeum radzieckiego futsalu. W 1992 rozpoczął karierę zawodową w składzie Nadii Zaporoże, zdobywając mistrzostwo Ukrainy i tytuł króla strzelców. W sezonie 1994/95 bronił barw Szachtara Donieck, ale po roku wrócił do Nadii Zaporoże, gdzie przez kolejne dwa sezony wywalczył tytuł króla strzelców Ukraińskiej Wyższej Ligi. W marcu 1996 rozegrał 3 mecze w farm-klubie Uniwersytet Zaporoże. W Zaporożu dwukrotnie został okradziony i pobity przez złodziei. Latem 1998 odszedł do Doncementu Amwrosijiwka. W następnym sezonie zmienił klub na Weksel-ZIDMU Zaporoże. W sezonie 2004/05 występował w Dniprohold Zaporoże, w którym zakończył karierę piłkarza.
Jako pierwszy z ukraińskich futsalistów strzelił 250 bramek. Jego imieniem został nazwany klub najlepszych strzelców Ukrainy.

## Kariera reprezentacyjna
Wielokrotnie bronił barw reprezentacji Ukrainy.

## Sukcesy i odznaczenia

### Sukcesy piłkarskie
Mechanizator Dniepropetrowsk
- zdobywca Pucharu ZSRR: 1991

Nadija/Zaporiżkoks Zaporoże
- mistrz Ukrainy: 1992
- wicemistrz Ukrainy: 1993/94
- finalista Pucharu Ukrainy: 1992/93, 1993/94

### Sukcesy indywidualne
- król strzelców mistrzostw Ukraińskiej SRR: 1991
- król strzelców mistrzostw Ukrainy: 1992 (28 goli), 1995/96 (59 goli), 1996/97 (48 goli)
- wielokrotnie wybierany na listę 15 oraz 18 najlepszych futsalistów Ukrainy
- członek Klubu Ołeksandra Jacenka: 296 goli (jako pierwszy strzelił 250 goli)

### Odznaczenia
- tytuł Mistrza Sportu ZSRR i Ukrainy